# Richard Bentley
Richard Bentley FRS(27 de janeiro de 1662 - 14 de julho de 1742) foi um estudioso, crítico e teólogo clássico inglês. Considerado o "fundador da filologia histórica", Bentley é amplamente creditado por estabelecer a escola inglesa do helenismo . Em 1892, A. E. Housman chamou Bentley de "o maior estudioso que a Inglaterra ou talvez a Europa já produziu".
A Dissertação de Bentley sobre as Epístolas de Phalaris, publicada em 1699, provou que as cartas em questão, supostamente escritas no século VI a.C. pelo tirano siciliano Phalaris, eram na verdade uma falsificação produzida por um sofista grego no século II d.C. A investigação de Bentley sobre o assunto ainda é considerada um marco da crítica textual . Ele também mostrou que o som representado nas transcrições de alguns dialetos gregos pela letra digamma apareceu também na poesia homérica, embora não fosse representado na escrita por nenhuma letra.
Bentley tornou-se mestre do Trinity College, Cambridge, em 1700. Sua maneira autocrática e tratamento desdenhoso para com os colegas da faculdade levaram a extensa controvérsia e litígio, mas ele permaneceu no cargo até sua morte, mais de quatro décadas depois. Em 1717, Bentley foi nomeado Professor Regius de Divindade na Universidade de Cambridge . Como professor em Cambridge, Bentley introduziu os primeiros exames escritos competitivos em uma universidade ocidental.
Membro da Royal Society, Bentley estava interessado em teologia natural e nas novas ciências físicas, assuntos sobre os quais se correspondia com Isaac Newton. Bentley estava encarregado da segunda edição dos Principia Mathematica de Newton, embora tenha delegado a maior parte do trabalho científico envolvido a seu aluno Roger Cotes

## Infância e educação

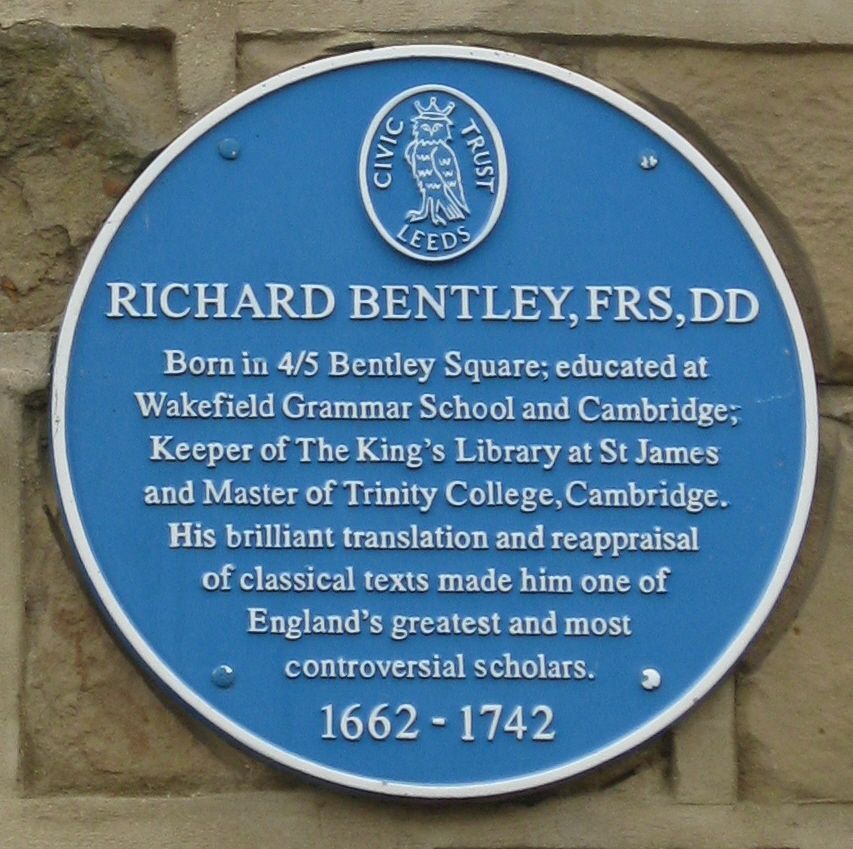
Placa na Bentley Square, Oulton

Richard Bentley nasceu na casa de seus avós maternos em Oulton perto de Rothwell, Leeds, West Yorkshire, no norte da Inglaterra. Uma placa azul perto de seu local de nascimento celebra o fato. Seu pai era Thomas Bentley, um fazendeiro yeoman de Oulton. Diz-se que seu avô, o capitão James Bentley, sofreu pela causa realista após a Guerra Civil Inglesa, deixando a família em circunstâncias reduzidas. A mãe de Bentley, filha de um pedreiro, teve alguma educação e pôde dar ao filho as primeiras aulas de latim. 
Depois de frequentar a escola primária em Wakefield, Bentley ingressou no St John's College, Cambridge em 1676. Posteriormente, ele obteve uma bolsa de estudos e recebeu os diplomas de BA em 1680 e MA em 1683.  

## Trabalho acadêmico
Bentley nunca se tornou um fellow de faculdade, o que teria sido o caminho mais natural para uma carreira acadêmica. Em vez disso, ele foi nomeado diretor da Spalding Grammar School antes dos 21 anos de idade. Edward Stillingfleet, o reitor da Catedral de St Paul em Londres, contratou Bentley como tutor de seu filho. Isso permitiu que Bentley conhecesse estudiosos eminentes, tivesse acesso à melhor biblioteca particular da Inglaterra e se familiarizasse com Dean Stillingfleet. Durante seus seis anos como tutor, Bentley também fez um estudo abrangente dos escritores gregos e latinos, acumulando conhecimentos que usaria mais tarde em sua bolsa de estudos. 
Em 1689, Stillingfleet tornou-se bispo de Worcester e o pupilo de Bentley subiu para o Wadham College, em Oxford, acompanhado de seu tutor. Em Oxford, Bentley logo conheceu John Mill, Humphrey Hody e Edward Bernard . Ele estudou os manuscritos do Bodleian, Corpus Christi College e outras bibliotecas universitárias. Coletou material para estudos literários. Entre eles estão um corpus de fragmentos dos poetas gregos e uma edição dos lexicógrafos gregos. 

Bentley escreveu a Epistola ad Johannem Millium, que tem cerca de cem páginas e foi incluída no final do Oxford Malalas (1691). Esse pequeno tratado colocou Bentley em destaque na comunidade acadêmica. A facilidade com que restaurou passagens corrompidas, a certeza de sua correção e domínio sobre o material relevante, são de um estilo totalmente diferente do aprendizado cuidadoso e laborioso de Hody, Mill ou Edmund Chilmead . Para o pequeno círculo de estudantes clássicos (carentes dos grandes dicionários críticos dos tempos modernos), era tido como um crítico fora do comum. 

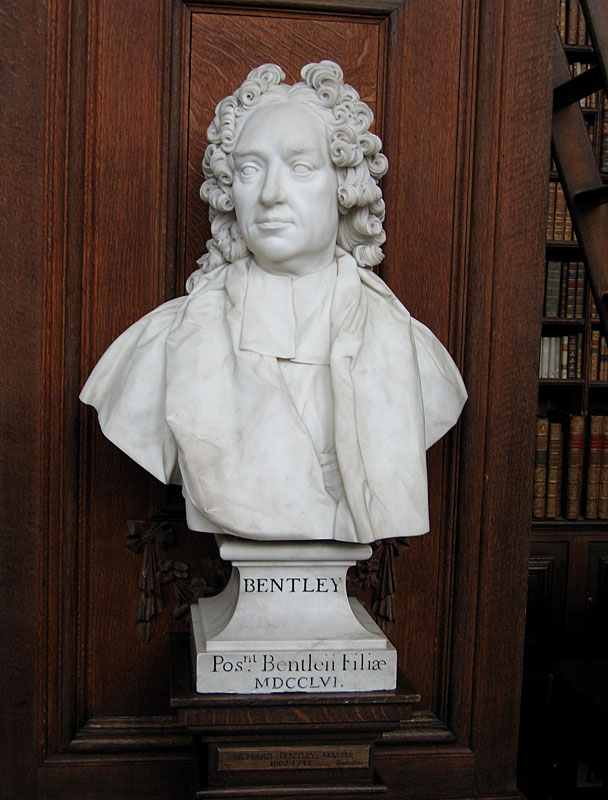
Um busto de Bentley hoje na biblioteca do Trinity College, Cambridge

Em 1690, Bentley foi ordenado diácono . Em 1692 foi nomeado primeiro "conferencista Boyle", nomeação repetida em 1694. Foi-lhe oferecido o cargo pela terceira vez em 1695, mas recusou, pois estava envolvido em muitas outras atividades. Na primeira série de palestras (A Confutation of Atheism), ele se esforça para apresentar a física newtoniana de uma forma popular e enquadrá-la (especialmente em oposição a Hobbes ) em uma prova da existência de um Criador inteligente. Ele manteve alguma correspondência com Newton, então morando no Trinity College, Cambridge, sobre o assunto. A segunda série, pregada em 1694, não foi publicada e acredita-se que esteja perdida. 
Depois de ser ordenado, Bentley foi promovido a uma baia prebendal na Catedral de Worcester . Em 1693, o curador da biblioteca real ficou vago e seus amigos tentaram obter o cargo de Bentley, mas não tiveram influência suficiente. O novo bibliotecário, o Sr. Thynne, renunciou em favor de Bentley, com a condição de receber uma anuidade vitalícia de £ 130 do salário de £ 200. Em 1695, Bentley recebeu uma capelania real e a residência de Hartlebury . 
Nesse mesmo ano, foi eleito membro da Royal Society e, em 1696, obteve o grau de Doutor em Divindade . O estudioso Johann Georg Graevius de Utrecht fez uma dedicatória a ele, prefixada a uma dissertação sobre o estudioso do século XVII Albert Rubens, De Vita Fl. Mallii Theodori (1694). 

### Dissertação sobre asEpístolasde Phalaris
Bentley tinha apartamentos oficiais no Palácio de St. James e seu primeiro cuidado era a biblioteca real em Ashburnham House . Ele trabalhou para restaurar a coleção de uma condição dilapidada. Ele persuadiu o conde de Marlborough a pedir quartos adicionais no palácio para os livros. Apesar de concedido, Marlborough os manteve para seu uso pessoal. Bentley cobrou a aplicação da lei, garantindo que os editores entregassem quase mil volumes que haviam sido comprados, mas não entregues. 
A Universidade de Cambridge contratou Bentley para obter fontes gregas e latinas para seus livros clássicos; tarefa que realizou na Holanda. Ele ajudou John Evelyn em seu Numismata. Bentley não se contentou com a execução constante de nenhum dos grandes projetos que havia iniciado. Em 1694, ele projetou uma edição de Philostratus, mas a abandonou para Gottfried Olearius (1672–1715), "para a alegria", diz FA Wolf, "de Olearius e de mais ninguém." Ele forneceu a Graevius compilações de Cícero, e Joshua Barnes com uma advertência quanto à falsidade das Epístolas de Eurípides. Barnes imprimiu as epístolas de qualquer maneira e declarou que ninguém poderia duvidar de sua autenticidade, exceto um homem que era perfrictae frontis aut judicii imminuti (negrito e sem julgamento).
Ele escreveu a Dissertação sobre as Epístolas de Phalaris (1699), seu principal trabalho acadêmico, quase acidentalmente. Em 1697, William Wotton, prestes a lançar uma segunda edição de seu Ancient and Modern Learning, pediu a Bentley que escrevesse um artigo expondo a espúria das Epístolas de Phalaris, um assunto de controvérsia acadêmica há muito tempo.  O editor da Phalaris da Christ Church, Charles Boyle, se ressentiu do artigo de Bentley. Ele já havia brigado com Bentley na tentativa de obter o manuscrito na biblioteca real reunido para sua edição (1695). Boyle escreveu uma resposta que foi aceita pelo público leitor, embora muito mais tarde tenha sido criticada por mostrar apenas um aprendizado superficial.  A demanda pelo livro de Boyle exigia uma segunda impressão. Quando Bentley respondeu, foi com sua dissertação. A veracidade de suas conclusões não foi imediatamente reconhecida, mas tem grande reputação. 

### Mestre da Trinity College
Em 1700, os comissários de patrocínio eclesiástico recomendaram Bentley à Coroa para o cargo de mestre do Trinity College, em Cambridge . Ele chegou como um desconhecido e logo começou a reformar a administração da faculdade.  Ele iniciou um programa de reformas nos prédios e usou sua posição para promover o aprendizado. Ele também é creditado pelo matemático britânico Rouse Ball  por iniciar os primeiros exames escritos no Ocidente em 1702, todos os anteriores a este sendo de natureza oral.  Ao mesmo tempo, ele antagonizou os bolsistas, e o programa de capital causou reduções em suas bolsas. 
Após dez anos de resistência obstinada, mas ineficaz, os companheiros apelaram ao Visitante, o bispo de Ely (John Moore). Sua petição estava cheia de reclamações gerais. A resposta de Bentley (The Present State of Trinity College, etc., 1710) está em seu estilo mais contundente. Os companheiros emendaram sua petição e acrescentaram uma acusação de que a Bentley havia cometido 54 violações dos estatutos. Bentley apelou diretamente para a Coroa. 
Os advogados da Coroa decidiram contra ele; o processo foi ouvido (1714) e foi lavrada uma sentença de expulsão do magistério. Antes de ser executado, o bispo de Ely morreu e o processo caducou. A rivalidade continuou de várias formas em níveis inferiores. Em 1718, Cambridge rescindiu os diplomas de Bentley, como punição por não comparecer ao tribunal do vice-chanceler em um processo civil. Em 1724 ele os teve restaurados sob a lei. 
Em 1733, os companheiros de Trinity novamente levaram Bentley a julgamento perante o bispo de Ely (então Thomas Greene), e ele foi condenado à privação. Os estatutos da faculdade exigiam que a sentença fosse executada pelo vice-mestre Richard Walker, que era amigo de Bentley e se recusou a agir. Embora a rivalidade tenha continuado até 1738 ou 1740 (cerca de trinta anos ao todo), Bentley permaneceu em seu posto. 

### Estudos posteriores
Durante seu mestrado, exceto nos primeiros dois anos, Bentley continuou seus estudos continuamente, embora não publicasse muito. Em 1709 ele contribuiu com um apêndice crítico para a edição de John Davies das Tusculan Disputations de Cícero . No ano seguinte, ele publicou suas emendas sobre Plutus e Nubes de Aristófanes e sobre os fragmentos de Menander e Filemom . Ele publicou o último trabalho sob o pseudônimo de "Phileleutherus Lipsiensis". Ele o usou novamente dois anos depois em seu Remarks on a late Discourse of Freethinking, uma resposta a Anthony Collins, o deísta . A universidade agradeceu a ele por este trabalho e pelo apoio da Igreja Anglicana e do clero. 
Embora tivesse estudado Horácio por muito tempo, Bentley escreveu sua edição rapidamente no final, publicando-a em 1711 para obter apoio público em um período crítico da querela da Trindade. No prefácio, ele declarou sua intenção de limitar sua atenção à crítica e correção do texto. Algumas de suas 700 ou 800 emendas foram aceitas, mas a maioria foi rejeitada no início do século 20 como desnecessária, embora os estudiosos reconheçam que mostraram seu amplo conhecimento. 
Em 1716, em carta a William Wake, arcebispo de Canterbury, Bentley anunciou seu plano de preparar uma edição crítica do Novo Testamento. Durante os quatro anos seguintes, auxiliado por JJ Wetstein, um eminente crítico bíblico, ele coletou materiais para o trabalho. Em 1720 publicou Propostas para uma Nova Edição do Testamento Grego, com exemplos de como pretendia proceder. Ao comparar o texto da Vulgata com o dos manuscritos gregos mais antigos, Bentley propôs restaurar o texto grego recebido pela igreja na época do Concílio de Nicéia.  O principal manuscrito de Bentley foi o Codex Alexandrinus, que ele descreveu como "o mais antigo e melhor do mundo".  O manuscrito era tão precioso para ele que ele o salvou da destruição no incêndio da Ashburnham House em 1731, durante o qual muitos outros manuscritos da Cotton Library foram destruídos. Bentley também usou os manuscritos: 51, 54, 60, 113, 440, 507 e 508. John Walker trabalhou em muitos manuscritos para o projeto, particularmente em Paris com a ajuda dos mauristas.
Seu Terêncio (1726) é mais importante que seu Horácio; ao lado do Phalaris, foi essa obra que mais lhe rendeu reputação. Em 1726 ele também publicou as Fábulas de Fedro e as Sententiae de Publilius Syrus.
Seu Paraíso Perdido (1732), sugerido pela rainha Caroline, foi criticado como a mais fraca de suas obras. Ele sugeriu que o poeta John Milton havia empregado tanto um amanuense quanto um editor, que eram responsáveis por erros de escrita e interpolações, mas não está claro se Bentley acreditava em sua própria posição. A. E. Housman, que o chamou de "o maior estudioso que a Inglaterra ou talvez a Europa já criou" criticou severamente sua sensibilidade poética: "nem todos nós somos tão facilmente descobertos quanto Bentley, porque não temos a intrépida franqueza de Bentley. Há uma espécie de nobreza selvagem em sua firme confiança em seu próprio mau gosto". 
Bentley nunca publicou sua edição planejada de Homero, mas alguns de seus manuscritos e notas marginais são mantidos pelo Trinity College. Sua principal importância está em sua tentativa de restaurar a métrica pela inserção do digamma perdido. 

## Relacionamentos e vida pessoal
De acordo com o autor anônimo de sua biografia na Encyclopædia Britannica Décima Primeira Edição, Bentley era auto-afirmativo e presunçoso, o que afastou algumas pessoas. Mas, James Henry Monk, biógrafo de Bentley, acusou-o (em sua primeira edição, 1830) de um indecoro do qual ele não era culpado. Bentley parecia inspirar sentimentos mistos de admiração e repugnância. 

## Casamento e família
Em 1701, Bentley casou-se com Joanna (falecida em 1740), filha de Sir John Bernard, 2º Baronete de Brampton, Huntingdonshire.    Eles tiveram três filhos juntos: Richard (1708–1782), um excêntrico, dramaturgo e artista,    e duas filhas.  A filha deles, Johanna, casou-se com Denison Cumberland em 1728, neto de Richard Cumberland, o bispo de Peterborough,  e ele próprio mais tarde bispo da Igreja da Irlanda. O filho deles, Richard Cumberland, desenvolveu-se como um prolífico dramaturgo  enquanto ganhava a vida como funcionário público.

## Vida posterior
Na velhice, Bentley continuou a ler e a desfrutar da companhia de seus amigos e de vários estudiosos em ascensão, incluindo Jeremiah Markland, John Taylor e seus sobrinhos Richard e Thomas Bentley, com quem discutiu assuntos clássicos. Ele morreu de pleurisia em 14 de julho de 1742, aos 80 anos 

## Legado e honrarias
Bentley legou alguns manuscritos gregos, trazidos do Monte Athos, para a biblioteca do Trinity College  e o restante de seus livros e papéis para seu sobrinho Richard Bentley, membro do Trinity. Com sua própria morte em 1786, o jovem Bentley deixou os papéis para a biblioteca do Trinity College.  O Museu Britânico acabou comprando os livros, muitos dos quais com valiosas notas manuscritas, e os mantém em sua coleção. 
Bentley é homenageado até hoje na Spalding Grammar School, onde já foi diretor. Uma das 6 casas em que os alunos são classificados tem o nome de Bentley em homenagem a ele, com os alunos usando a cor azul em suas gravatas e em itens esportivos. Além disso, a escola lança uma revista anual chamada Bentlian, também em homenagem a ele.
De acordo com o autor anônimo de sua biografia na Encyclopædia Britannica Décima Primeira Edição, Bentley foi o primeiro inglês a ser classificado entre os grandes heróis do aprendizado clássico. Antes dele havia apenas John Selden, e, em um campo mais restrito, Thomas Gataker e John Pearson .
A moderna escola alemã de filologia reconheceu a importância de suas contribuições. Bunsen escreveu que Bentley "foi o fundador da filologia histórica". Jakob Bernays diz sobre suas correções do Tristia, "corrupções que até então haviam desafiado todas as tentativas, mesmo dos mais poderosos, foram removidas por um toque dos dedos deste Sansão britânico". 
Bentley foi creditado com a criação da escola inglesa de helenistas. Embora a escola holandesa do período tivesse sua própria tradição, ela também foi influenciada por Bentley. Suas cartas a Tiberius Hemsterhuis sobre sua edição de Julius Pollux fizeram deste último um dos admiradores mais dedicados de Bentley. 
Bentley inspirou uma geração seguinte de estudiosos. Autodidata, criou sua própria disciplina; mas nenhuma corporação inglesa contemporânea de erudição poderia medir seu poder ou controlar suas excentricidades. Ele derrotou seus adversários acadêmicos na controvérsia de Phalaris. Os ataques de Alexander Pope (a ele foi atribuído um nicho no The Dunciad ), John Arbuthnot e outros demonstraram sua indisposição de apreciar seu trabalho, pois consideravam a crítica textual como pedantismo.  Suas controvérsias clássicas também provocaram a Batalha dos Livros de Jonathan Swift . 

## Obras

### Principal
- Obras de Richard Bentley, coletadas por Alexander Dyce, 1836. v. 1–2. Dissertações sobre as epístolas de Phalaris, Temístocles, Sócrates, Eurípides e sobre as fábulas de Esopo; também, Epistola ad Joannem Millium – v. 3. Sermões pregados na palestra de Boyle; observações sobre um discurso de pensamento livre; propostas para uma edição do testamento grego.

### Secundárias
- Astronomica de Manilius (1739)
- uma carta na inscrição Sigean em uma laje de mármore encontrada no Troad, agora no Museu Britânico
- notas sobre o Theriaca de Nicander e sobre Lucan, publicadas após sua morte por seu neto, Richard Cumberland
- emendas de Plauto (em suas cópias das edições de Pareus, Camerarius e Gronovius, editadas por Schroder, 1880, e Sonnenschein, 1883)
- Bentleii Critica Sacra (1862), editado por AA Ellis, contém a epístola aos Gálatas (e trechos), impressa a partir de uma cópia intercalada da Vulgata grega e latina no Trinity College.
- uma coleção de sua Opuscula Philologica publicada em Leipzig em 1781.
- Uma Carta ao Reverendo Mestre do Trinity College em Cambridge, Editor de um Novo Testamento Grego e Latino (1721)
- Uma refutação do ateísmo desde a origem e estrutura do mundo, um sermão, Volume 20 (1692)
- Uma defesa da religião natural e revelada: sendo um resumo da palestra fundada pelo Honble Robert Boyle (1737)
- Oito Sermões Pregados na Palestra do Honorável Robert Boyle (1724)
- Observações sobre um discurso tardio sobre pensamento livre: em uma carta para NN (1725)
- A loucura e a irracionalidade do ateísmo: demonstrada a partir da vantagem e prazer de uma vida religiosa, as faculdades das almas humanas, a estrutura dos corpos animados e a origem e estrutura do mundo: em oito sermões (1693)

### Cartas
- Bentlei et doctorum-virorum ad eum Epistolae (1807)
- The Correspondence of Richard Bentley, editado por C. Wordsworth (1842)